# Sejfullah Proho
Sejfullah-efendija (event. Sejfulah) Proho či Prohić (1858/1859 Konjic, osmanská říše – 27. prosince/29. prosince 1932, Království Jugoslávie) byl bosenskohercegovský islámský duchovní a pedagog bosňáckého původu.

## Životopis
Narodil se do vážené hercegovské muslimské rodiny Proho (event. Prohić). Jeho otec zemřel na pouti do Mekky roku 1892. V Konjici se vzdělával u Derviš-efendiji Gaća (zemřel cca 1870) a háfize Zulfikar-efendiji Džumhura (cca 1815–1892/94), nižší medresu pod vedením Omer-efendiji Huma (1808–1880). Poté odešel do Sarajeva, kde navštěvoval přednášky Mustafy Hilmi-efendiji Hadžiomeroviće, sarajevského muftího, mudarrise Gazi Husrev-begovy medresy a budoucího reisu-l-ulemy Islámského společenství, a Hasan-efendiji Spaha. V pětadvaceti lety odešel za vyšším vzděláním do Istanbulu, kde strávil následujících jedenáct let.
Po návratu do vlasti roku 1894 získal místo učitele (muallim) v reformované islámské základní škole. Po čtyřech letech se stal mudarrisem, hlavním pedagogem, v cazinské medrese. Roku 1909 byl přijat za učitele v Šarí'atské soudní škole, v níž působil až do svého penzionování roku 1926 (4. ledna 1909–19. října 1926). V tu dobu se mu zhoršoval zrak, až zcela oslepl.

## Dílo
- Sejfullah Proho: hercegovački biser (Sejfullah Proho: hercegovská perla, ed. Fatima Tinjak a Muharem Omerdić, Sarajevo 2009)